# Università di Rajshahi
L'Università di Rajshahi, conosciuta anche come Università di Rajshahi o RU, è un'università pubblica di ricerca situata a Rajshahi, Bangladesh. È la seconda università più antica e la terza più grande del Bangladesh. I 59 dipartimenti dell'università sono organizzati in 12 facoltà . È una delle quattro università autonome ai sensi dell'atto (1973) del Bangladesh.

## Emblema
Il cerchio dell'emblema rappresenta il mondo. Un libro aperto è raffigurato in rosso e oro: il rosso rappresenta uno dei colori della bandiera nazionale e l'oro il valore dell'istruzione. Il corpo del libro è blu, il colore del cielo, e al centro c'è un fiore di shapla (Nymphaeaceae), il fiore nazionale del Bangladesh.

## Linea ferroviaria e stazione universitaria
La linea ferroviaria Dhaka-Rajshahi attraversa il campus e dispone di una stazione dedicata chiamata University Station. Si trova vicino alla Shaheed Shohrawardy Hall, sul confine meridionale del campus. Nelle vicinanze c'è un bazar interno riservato agli studenti, chiamato bazar della stazione.

## Foreste
Nel campus c'è una foresta artificiale. Chiamato "Matihar Udyan", è situato sul lato più orientale del campus. La stazione dei pompieri dell'università si trova vicino al lato sud. Offre un ambiente sereno e punti di ristoro per gli studenti e per chi fa jogging nel campus.

## Parchi, laghi e santuari
La parte centrale dell'università si trova vicino al complesso Shaheed Minar. Si tratta di un piccolo parco che offre un ambiente molto piacevole e un luogo dove trascorrere il tempo libero per gli studenti e i residenti del campus. Anche il Rajshahi University Botanical Garden è un parco all'interno del campus che ospita alcune specie di alberi e piante molto rare. Un tempo c'era una piccola piantagione simile a un parco vicino al cancello principale, ma è stata abbattuta a metà degli anni '20. All'interno del campus ci sono due grandi laghi. Uno si trova dietro la Shaheed Shamsuzzoha Hall, popolarmente conosciuta come Shorobor, e un altro si trova dietro gli ostelli femminili noti come parte del Jungle Genome Project. Oltre a questi, ci sono circa cinquanta stagni intorno al campus.

## Musei
L'università ospita i due musei più antichi del Bangladesh. Si tratta del Varendra Research Museum, il museo più antico del Bangladesh, e dello Shahid Smriti Sangrahasala, il museo più antico della guerra di liberazione del Bangladesh.

## Architettura
L'Università di Rajshahi ospita numerosi monumenti architettonici e artistici. Ad est, all'interno del cancello principale, si trova l'edificio Motihar Kuthi dell'era coloniale, ora utilizzato dall'unità universitaria del Bangladesh National Cadet Corps.

### Paris Road
Paris Road è una strada del campus spesso considerata il simbolo del campus della Rajshahi University. Inizia dal punto adiacente di Kazla Gate Road, Paschimpara Road e Paris Road, vicino alla Juberi Guest House, e da lì prosegue dritto verso est. Poi prosegue superando le piantagioni di mango, lo stagno Kazla e la residenza di VC, per poi raggiungere piazza Shamsuzzoha. Poi da Piazza Shamsuzzoha, prosegue verso est, superando la University Bank, il secondo edificio amministrativo, la stazione centrale degli autobus dell'università, la moschea centrale, il parco universitario, il complesso Shahid Minar e il museo Shahid Smriti Sangrahashala, per poi terminare al cancello della Sher e Bangla Hall.

## Struttura

### Facoltà di Ingegneria
La Facoltà di Ingegneria comprende i seguenti dipartimenti:
1. Ingegneria dell'informazione e delle comunicazioni (abbreviato ICE) (fondato nel 2000), è un programma specializzato che si occupa di telecomunicazioni, reti ed elaborazione dati.
2. Informatica e Ingegneria
3. Chimica applicata e ingegneria chimica
4. Scienza e ingegneria dei materiali
5. Ingegneria elettrica ed elettronica (EEE) (fondata nel 2015)

### Istituti
L'Università di Rajshahi ha sei istituti.
1. Istituto di studi del Bangladesh
2. Istituto di Scienze Biologiche
3. Istituto di amministrazione aziendale
4. Istituto di istruzione e ricerca
5. Istituto di inglese e altre lingue
6. Istituto di Scienze Ambientali

## Ex studenti degni di nota

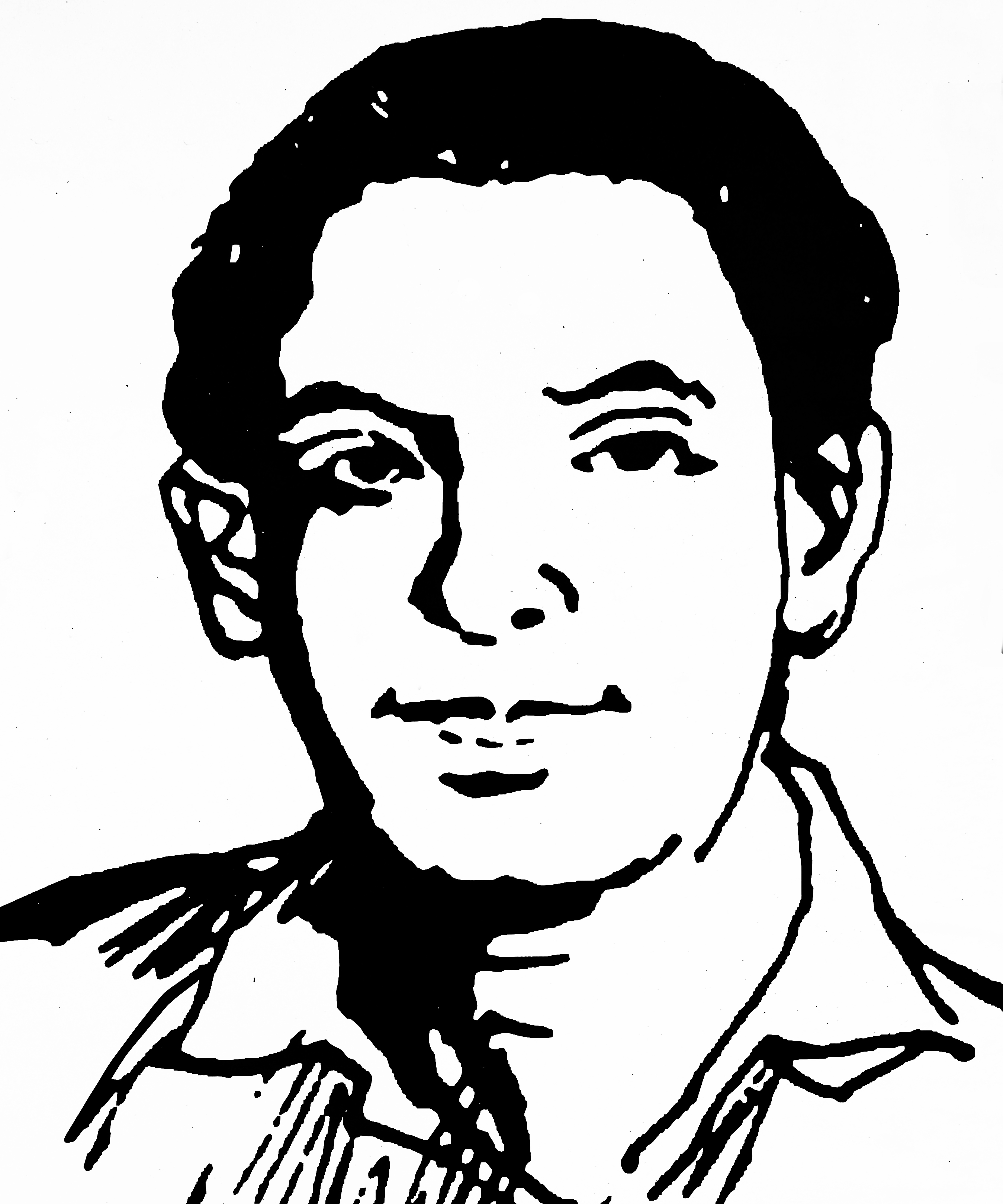
Ritratto di Shaheed Shamsuzzoha

- Mohammad Shamsuzzoha, primo martire intellettuale del Bangladesh.
- Mir Abdul Qayyum
- Sukharanjan Samaddar
- Lutfunnahar Helen, Educatore del Bangladesh, attivista politico ucciso dall'esercito pakistano nella guerra di liberazione del Bangladesh
- Itrat Husain Zuberi, Vicerettore fondatore dell'Università di Rajshahi, insegnante di Sheikh Mujibur Rahman all'Islamia College, Calcutta.
- Krishna Debnath, prima donna indù giudice della Corte suprema del Bangladesh.
- Dr Muhammad Shahidullah, è stato un Independence Day Awardee bengalese linguista, filologo, educatore e scrittore; si è classificato al 16º posto nel sondaggio della BBC sul più grande bengalese di tutti i tempi.
- Rafiqul Islam, professore emerito, Macquarie Law School.
- Shawkat Alam, Professore, Macquarie Law School.
- M. Alauddin, è membro a vita (MRSC) della Royal Society of Chemistry nel Regno Unito
- ABM Shawkat Ali, autore australiano di origine bengalese, informatico e analista di dati.

- Bibhuti Roy, informatico bengalese-tedesco.

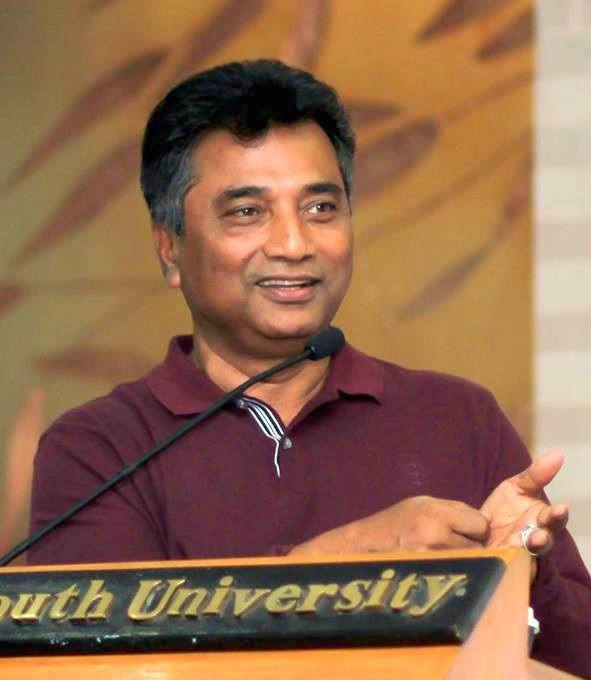
Annisul Huq ha completato la sua laurea da qui

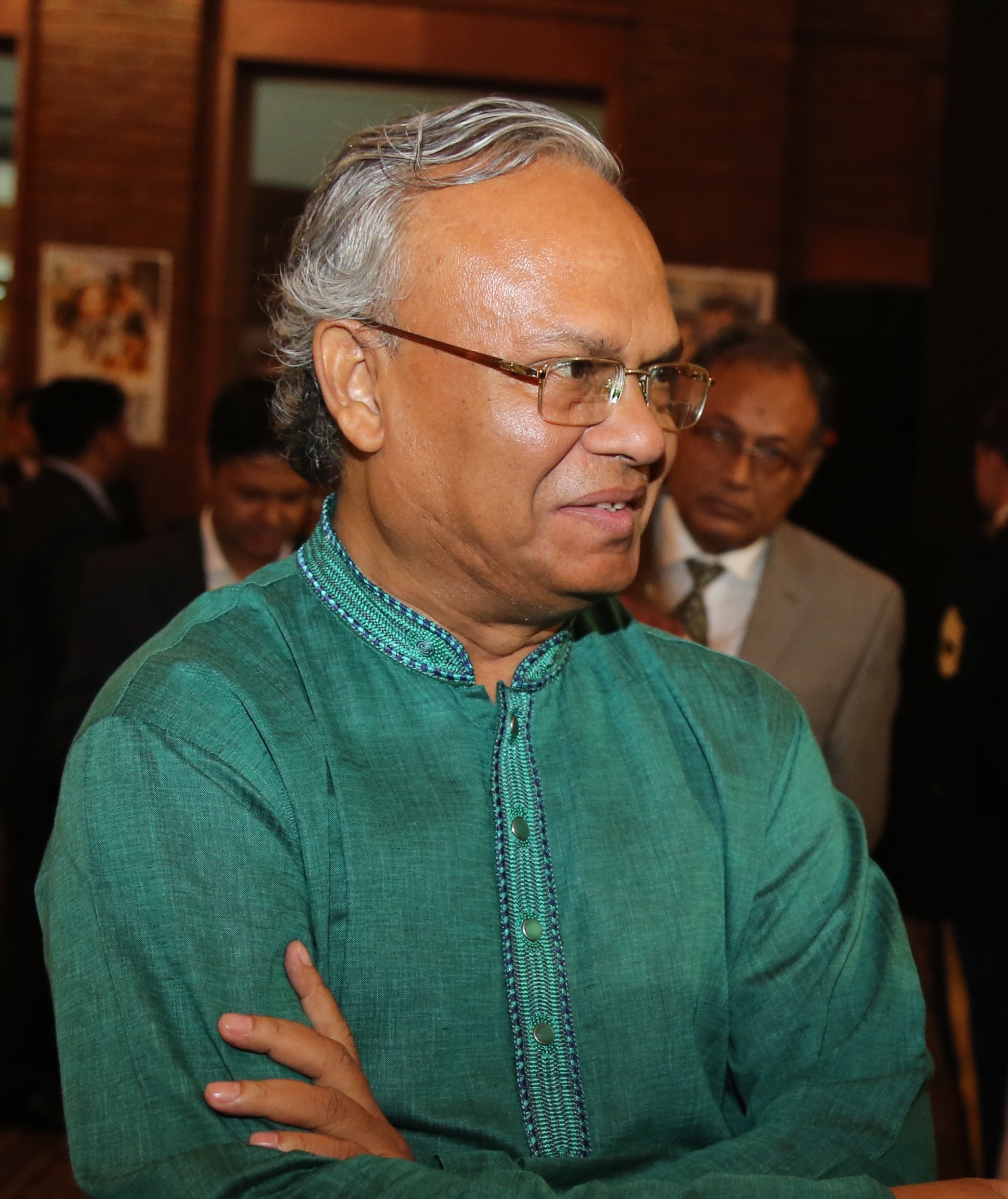
Ruhul Kabir Rizvi, è stato coinvolto nel movimento anti-dittatore

- Ohidur Rahman, ex membro di Jatiya Sangsad
- H T Imam, ex funzionario pubblico e consigliere politico del Primo Ministro.
- M. Sayeedur Rahman Khan, fisico e diplomatico. Uno dei membri della delegazione alle Nazioni Unite che rivendica il riconoscimento della Giornata internazionale della lingua madre.